# Carolina Cougars 1973-1974
La stagione 1973-74 dei Carolina Cougars fu la 7ª nella ABA per la franchigia.
I Carolina Cougars arrivarono terzi nella Eastern Division con un record di 47-37. Nei play-off persero la semifinale di division con i Kentucky Colonels (4-0).

## Roster
| N° | Naz.                   | Ruolo | Sportivo         | Anno | Alt. | Peso |
| -- | ---------------------- | ----- | ---------------- | ---- | ---- | ---- |
| 14 | Stati Uniti (bandiera) | G     | Ollie Taylor     | 1947 | 188  | 88   |
| 20 | Stati Uniti (bandiera) | G     | Mack Calvin      | 1947 | 183  | 75   |
| 21 | Stati Uniti (bandiera) | GA    | Steve Jones      | 1942 | 196  | 93   |
| 22 | Stati Uniti (bandiera) | A     | Ed Manning       | 1944 | 201  | 95   |
| 23 | Stati Uniti (bandiera) | G     | Gene Littles     | 1943 | 183  | 73   |
| 24 | Stati Uniti (bandiera) | G     | Ted McClain      | 1946 | 185  | 82   |
| 27 | Stati Uniti (bandiera) | GA    | Joe Caldwell     | 1941 | 196  | 88   |
| 31 | Stati Uniti (bandiera) | AC    | Marv Roberts     | 1950 | 203  | 91   |
| 32 | Stati Uniti (bandiera) | AC    | Billy Cunningham | 1943 | 198  | 95   |
| 42 | Stati Uniti (bandiera) | AC    | Mike Lewis       | 1946 | 203  | 102  |
| 44 | Stati Uniti (bandiera) | A     | Dennis Wuycik    | 1950 | 198  | 98   |
| 52 | Stati Uniti (bandiera) | AC    | Tom Owens        | 1949 | 208  | 98   |
| 53 | Stati Uniti (bandiera) | AC    | Jim Chones       | 1949 | 211  | 100  |

## Staff tecnico
- Allenatore: Larry Brown
- Vice-allenatore: Doug Moe